# イヴリン・ヴァーデン
イヴリン・ヴァーデン（Evelyn Varden,  1893年6月12日 - 1958年7月11日）は、アメリカ合衆国の女優である。

## 来歴
1893年、オクラホマ州アデア郡に生まれる。10代の頃から地方舞台などの演劇でキャリアを積んだ。その後、ブロードウェイへも進出し、1949年にはジーン・クレイン主演の『ピンキー』で映画デビュー。1950年代に入ると、コンスタントに映画出演も重ねると同時にブロードウェイにおける舞台女優としての地位も築き上げた。1956年に出演したウィリアム・マーチ原作の小説を舞台化した『悪い種子』のメインキャストとして出演。後にマーヴィン・ルロイによって映画化された同名映画へも、舞台で共演したナンシー・ケリー、パティ・マコーマックらと共に同じ役柄で続投した。

### 死去
1958年7月11日にニューヨーク市で死去。65歳だった。

## 出演作品

### 映画
- ピンキー Pinky (1949)
- ウィリーが凱旋するとき When Willie Comes Marching Home (1950)
- 一ダースなら安くなる Cheaper by the Dozen (1950)
- ステラ Stella (1950)
- Elopement (1951)
- Finders Keepers (1952)
- Phone Call from a Stranger (1952)
- The Student Prince (1954)
- アテナ Athena (1954)
- デジレ Désirée (1954)
- 狩人の夜 The Night of the Hunter (1955)
- ドリーム・ガール Dream Girl (1955)
- Hilda Crane (1956)
- 悪い種子 The Bad Seed (1956)
- Ten Thousand Bedrooms (1957)
- Cradle Song (1960)

### テレビドラマ
- Suspense (1949, 1953)
- Armstrong Circle Theatre (1950, 1952)
- Kraft Television Theatre (1953)
- Robert Montgomery Presents (1953)
- The Gulf Playhouse (1953)
- Ford Star Jubilee (1956)
- マチネー・シアター Matinee Theatre (1956)
- アルコア・アワー The Alcoa Hour (1956, 1957)
- ヒッチコック劇場 Alfred Hitchcock Presents (1956)
- スタジオ・ワン Studio One (1957)
- Goodyear Television Playhouse (1957)